# Hălchiu
Hălchiu (en allemand: Heldsdorf, en hongrois: Höltövény) est une commune du județ de Brașov, dans la région historique de Transylvanie. Elle est composée des deux villages suivants:
- Hălchiu, siège de la commune
- Satu Nou (Neudorf/Barcaújfalu)

## Localisation
Hălchiu est située dans la partie centre-est du comté de Brașov, à 16 km du centre-ville de Brașov, à l'extrême est du Pays de la Bârsa (région historique de Transylvanie).

## Monuments et lieux touristiques
- Église évangélique du village Satu Nou (construite au XIVe siècle), monument historique[2]
- Église orthodoxe « St. Archangels » du village Hălchiu (construite en 1688), monument historique
- Église en bois du village Satu Nou (construite au XVIIe siècle), monument historique
- Église évangélique du village Hălchiu (construite au XVIIIe siècle), monument historique